# Finville
Pour les articles homonymes, voir Marcel Le Roy (homonymie) et Le Roy.
Marcel Le Roy, dit Finville, né le 18 août 1920 à Quimerc'h (Finistère) et mort le 29 mai 2009 à Boulogne-Billancourt (Hauts-de-Seine), est un agent secret français travaillant pour le Service de documentation extérieure et de contre-espionnage. Sa carrière est remplie d'exploits, même si son rôle dans l'affaire Ben Barka entache sa réputation. Ses mémoires font scandale.

## Biographie
Marcel Le Roy est médaillé de la Résistance, croix de guerre 1939-1945 et chevalier de la Légion d'honneur.

### Affaire Ben Barka
Le Roy-Finville a joué un rôle clé dans l'affaire Ben Barka en tant qu'officier traitant d'Antoine Lopez, un collaborateur du général Oufkir, le ministre de l'intérieur marocain, chargé, selon ses dires, de toutes les affaires « délicates » du roi Hassan II dans le but de protéger la monarchie (bien qu'il sera quelques années plus tard le cerveau du coup d'État des aviateurs où il tentera d'abattre l'avion royal transportant le monarque). Oufkir est l'ennemi de Mehdi Ben Barka, opposant au régime. Bien que Le Roy-Finville n'ait pas participé directement à l'enlèvement de Ben Barka, sa passivité face au complot et son manque de transmission d'informations précises à ses supérieurs ont suscité des questions. Il est alors suspendu de ses fonctions en janvier 1966 et incarcéré à la prison de la Santé pendant quatre mois. Malgré cela, lors du procès, Le Roy-Finville a été blanchi et a conservé son honneur, bien qu'il ait été suspendu de ses fonctions et inculpé de « non-dénonciation de crime ».
Bien que son honneur ait été rétabli, Marcel Le Roy-Finville, échoue à faire annuler sa révocation du Sdece par le Conseil d'État. Pourtant, il était estimé comme un élément de grande valeur au sein de l'organisation, considéré comme « dévoué, compétent, efficace ». Au milieu des années 1960, le SDECE disposait d'un service « action », à qui la 11e demi-brigade de choc, stationnée à Perpignan et à Calvi, et dissoute en 1963, devait fournir des commandos ou des agents entraînés. Il était animé par Jean-Pierre Lenoir, « expert dans la traque des trafiquants d'armes et très actif en Espagne » qui avait dans les années 1950 été à la tête du service chargé d'éliminer des soutiens du FLN, comme l'ingénieur allemand Wilhelm schulz-Lesum, patron de « l’officine mise sur pied en vue de favoriser la désertion des légionnaires allemands » de l'armée française, qui a facilité depuis 1955 la désertion de plus de 4 000 légionnaires, via Tétouan, au Maroc, qui a fui en Espagne pour échapper à l'ordre d'exécution donné le 3 août 1958 par Jacques Foccart, un « rôle de faux nez » étant joué par la fausse organisation de pieds-noirs créé par l'inspecteur Antoine Méléro, « La Main rouge ». Des truands se sont dans ce processus vu « confier des missions » d'assassinat « par la IVe République finissante », certains d'entre eux comme Georges Bousecheiche entretenant avec le pouvoir politique des « relations distantes mais confiantes », par « l'intermédiaire » du Service d'action civique (SAC) ensuite après 1958, et le SDECE, utilisant auparavant les compétences de Jo Attia pour celui en 1955 de l'industriel Jacques Lemaigre-Dubreuil, son « agent traitant » au SDECE Bob Maloubier écrivant par la suite qu'Attia et Georges Bousecheiche ont à cette occasion noué des liens avec le futur ministre de l'Intérieur marocain Mohamed Oufkir, alors encore capitaine.

### Autobiographie jugée scandaleuse
En 1980, à 60 ans, probablement pour se venger ainsi que se défendre, il fait paraître son autobiographie qui fait scandale,. Jamais jusqu'alors, un ancien fonctionnaire français des services de renseignement n'avait osé raconter le quotidien du métier d'espion. Il y évoque ses relations avec son supérieur direct Roger Kahn, un ancien du BCRA et avec ses amis Jean-Pierre Lenoir et Daniel Pouget, qui sont aussi ses deux adjoints à la direction du service 7 du SDECE. Le second est un ancien journaliste de l'ORTF accrédité auprès de la PJ et le nom du premier a été cité dans l'affaire Robert Boulin. Tous trois ont été mis à pied ou licenciés en juillet 1967 après l'affaire Ben Barka, Daniel Pouget ayant improvisé une conférence de presse en février 1966 avoir été suspendu de ses fonctions depuis le 31 janvier 1966. Jean-Pierre Lenoir a lui quitté la fonction publique en 1967 et sera mis en cause dans un dossier de cinq pages de l'hebdomadaire Minute d'août 1980, qu'il a démenti et contesté énergiquement, l'accusant d'avoir été PDG d'une société dissimulant une autre, basée sur le "courtage d'armes à destination du Moyen-Orient" et propriétaire du club libertin "Le roi René" , dont le fondateur René Charrier avait été victime d'un meurtre en septembre 1973, par quatre inconnus, toujours pas retrouvés ni même identifiés un mois après,.